# Theretra insignis
Theretra insignis är en fjärilsart som beskrevs av Butler 1882. Theretra insignis ingår i släktet Theretra och familjen svärmare. Inga underarter finns listade i Catalogue of Life.